# Забрански, Либор
Либор Забрански (чеш. Libor Zábranský; 25 ноября 1973, Брно, Чехословакия) — чешский хоккейный функционер, тренер; в прошлом — профессиональный чехословацкий и чешский хоккеист, защитник. С 2005 года является владельцем чешского клуба «Комета».

## Биография
Либор Забрански родился в Брно и является воспитанником местной команды «Комета». В 1996 году он был признан лучшим защитником чешской Экстралиги. Сразу после этого он уехал за океан, играл в НХЛ за «Сент-Луис Блюз». Из-за травм Забрански мало играл в НХЛ и в 1998 году вернулся в Чехию. Выступал в Экстралиге еще 6 сезонов, дважды (в 1999 и 2002-м годах) становился чемпионом Чехии. В 2004 году завершил игровую карьеру из-за проблем с сердцем.
После окончания карьеры хоккеиста, в 2005 году стал владельцем «Кометы». После прихода Забрански в клуб, «Комета» достигла впечатляющих результатов. Из 2-й чешской лиги вышла в Экстралигу (в 2009 году). В 2012 году команда вышла в финал Экстралиги. 6 февраля 2016 года Либор Забрански стал главным тренером «Кометы». В 2017 и 2018 годах клуб под его руководством выигрывал чешский чемпионат, а сам Забрански в 2018 году был признан лучшим тренером Экстралиги. В 2019 году он отошёл от тренерской деятельности, сосредоточившись на функциях владельца и генерального менеджера клуба. 18 ноября 2019 года было объявлено о возвращении Либора Забрански на должность главного тренера. Причиной стала отставка Петра Фиалы после серии неудачных матчей.

## Достижения

### Игрок
- Чемпион Чехии 1999, 2002
- Серебряный призёр чемпионата Чехии 2000, 2001, 2003
- Бронзовый призёр чемпионата Чехии 1995
- Лучший защитник чешской Экстралиги 1996

### Тренер
- Чемпион Чехии 2017, 2018
- Лучший тренер чешской Экстралиги 2018

## Статистика
- Чешская экстралига — 336 игр, 105 очков (25+80)
- Чемпионат Чехословакии — 36 игр, 3 очка (1+2)
- НХЛ — 40 игр, 7 очков (1+6)
- АХЛ — 94 игры, 37 очков (8+29)
- Евролига — 6 игр, 1 очко (0+1)
- Сборная Чехии — 35 игр, 4 очка (1+3)
- Всего за карьеру — 547 игр, 157 очков (36+121)

## Семья
Либор Забрански из хоккейной семьи. Его брат Мартин (4.11.1987 г.р.) с 2005 по 2015 год играл в хоккей на позиции нападающего. Двоюродный брат Либора Забрански Томаш Винцоур — чешский хоккеист. Сын Либор-младший (26.5.2000 г.р.) играет в Северной Америке, воспитанник ХК «Комета», так же как и отец по амплуа — защитник.